# Margaret Ringenberg
Margaret Ray Ringenberg (17 juin 1921, Fort Wayne (Indiana) - 28 juillet 2008, Oshkosh (Wisconsin)) est une aviatrice américaine, ayant cumulé plus de 40 000 heures de vol durant sa longue carrière.

## Carrière et prouesses

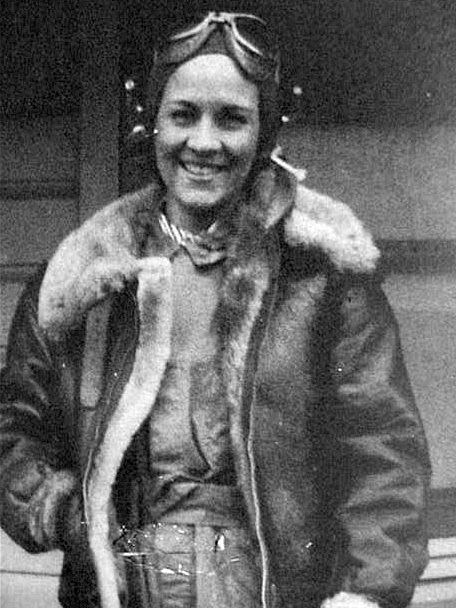
Margaret Ringenberg

Elle commence à s'intéresser à l'aviation quand elle a huit ans, lorsqu'elle voit un spectacle d'acrobatie aérienne, près de la ferme de sa famille. Elle s'entraîne dans une école de formation à l'aviation et effectue son premier vol en solo en 1941, âgée alors de dix-neuf ans. Ringenberg commence sa carrière d'aviation en 1943, durant la Seconde Guerre mondiale quand elle devient une pilote dans les Women Airforce Service Pilots (WASP). Bien que les pilotes de la WASP ne sont pas autorisées à voler lors de missions de combat, elles servent dans de dangereuses fonctions telles le convoyage, l'essai de vol et la cible de remorquage. La WASP est dissoute fin 1944. Ringenberg devient une pilote instructrice en 1945 et vole comme pilote commerciale et instructrice le reste de sa vie. Après la guerre, elle répond au téléphone dans un aéroport.
Elle débute ses courses d'avion dans les années 1950. Elle concourt dans tous les Powder Puff Derby de 1957 à 1977, tous les Air Race Classic (en) depuis 1977, le Grand Prix et le Denver Mile High et d'autres, gagna plus de 150 trophées pour ses exploits. Elle finit le Round-the-World Air Race (Le tour du Monde - Air race) en 1994 âgée de 72 ans ; et en mars 2001, à l'âge de 79 ans, elle vole lors d'une course de Londres à Sydney.
Tom Brokaw consacre un chapitre de son livre The Greatest Generation à Margaret Ringenberg. Durant l'interview avec Brokaw, elle dit "J'ai commencé à voler parce que je voulais être l'hôtesse que vous appellerez. Et puis, je me suis dit : Que faire si le pilote tombe malade ou a besoin d'aide ? Je ne sais pas les principales choses à propos d'un avion. Et c'est là que j'ai trouvé mon challenge. Je ne me suis jamais destinée à être en solo ou pilote. Je trouvais ça merveilleux." Après la mort de Ringenberg, Brokaw déclare dans une interview téléphonique "Margaret était l'une de mes chouchoutes".
Elle écrit son propre livre intitulé Girls Can’t Be Pilots (Les filles ne peuvent pas être pilotes).
Margaret Ringenberg s'est mariée à un banquier, Morris Ringenberg, en 1946. Il est décédé en 2003. Ils ont deux enfants et quatre petits-enfants. Tous leurs enfants ont volé avec elle en courses et tous sont montés sur un podium avec elle pour recevoir les trophées.

## Décès
Ringenberg meurt dans son sommeil le 28 juillet 2008 lors du rassemblement annuel de l'Experimental Aircraft Association où elle représentait les WASP.